# 古物
古物（こぶつ、英: used goodsあるいはsecond-hand goods）とは、
- 一度使用した品物[1]。既に誰かによって使われたことのあるもの。「中古（ちゅうこ）」や「中古品（ちゅうこひん）」といい、あるいは外来語でセコハン（second hand）やユーズド（used）ともしばしばいう。新品の対義語（反対語）。
- 使い古したもの[1]。
- （法律用語）一度使用した物品、または未使用品でも使用のためにすでに取引されたことがある物品、またはそのような物品に若干の手入れをしたもの[2]。

## 概説
たいていの物品に関して中古品が売買されている。小さなものでは電子部品やアクセサリーから、大きいものではバス、鉄道車両、住宅、兵器、船舶など、さまざまな物の中古品が個人的に売買されたり、業者が業として売買している。骨董品的価値や、「レトロフューチャー」「新奇なもの」として新しい価値を生むこともある。

## 法律用語の「古物」と「古物商」
日本において法律上の古物は、古物営業法第2条で次のように定義される
- 一度使用された物品（鑑賞的美術品及び商品券、乗車券、郵便切手その他政令で定めるこれらに類する証票その他の物を含み、大型機械類（船舶、航空機、工作機械その他これらに類する物をいう。）で政令で定めるものを除く。以下同じ。）若しくは使用されない物品で使用のために取引されたもの又はこれらの物品に幾分の手入れをしたものをいう。

古物については、同法施行規則第2条で次のような分類がある。
1. 美術品類（書画、彫刻、工芸品等）
2. 衣類（和服類、洋服類、その他の衣料品）
3. 時計・宝飾品類（時計、眼鏡、宝石類、装身具類、貴金属類等）
4. 自動車（その部分品を含む。）
5. 自動二輪車及び原動機付自転車（これらの部分品を含む。）
6. 自転車類（その部分品を含む。）
7. 写真機類（写真機、光学器等）
8. 事務機器類（レジスター、タイプライター、計算機、謄写機、ワードプロセッサ、ファクシミリ装置、事務用電子計算機、ビジネスフォン等）
9. 機械工具類（電機類、工作機械、土木機械、化学機械、工具等）
10. 道具類（家具、じゅう器、運動用具、楽器、磁気記録媒体、蓄音機用レコード、磁気的方法又は光学的方法により音、影像又はプログラムを記録した物等）
11. 皮革・ゴム製品類（カバン、靴等）
12. 書籍
13. 金券類（商品券、乗車券及び郵便切手並びに古物営業法施行令 （平成七年政令第三百二十六号）第一条 各号に規定する証票その他の物をいう。）

法令上は、航空機、鉄道車両、大型船舶、大型機械や不動産は「古物」ではないが、本項目では、一般に中古品市場が形成されているものを扱う（金券類は扱わない）。
なお、一般に、反復継続して古物の売買取引を行う場合には、古物商許可を取る必要がある。

## 工業製品全般について
ほとんどの工業製品が中古品として売買されている。
それぞれのジャンルごとに専門業者もいる。ジャンルごと、商品ごとに中古品の性質も異なるので、商習慣も異なる。
大抵は中古品価格は新品価格よりも安くなるが、いわゆる根強い「ファン」がいるのに製造中止となってしまった製品などは高価に売買される場合もある。
なお、パソコンやスマートフォンなどのIT家電、中古車などの類を中心に、中小企業やNPO・ワーカーズコープなどの小規模の法人向けにリース・レンタル契約を結んでいたのちに、その契約期間終了をもって返却された商品を、「リースアップ品」ないしは「レンタルアップ品」として改めて中古品としてメンテナンス・修理をしたうえで格安で販売するものもある。

## 自動車
中古車を扱う専門の業者があり、業者のための市場があり、店頭に中古車を並べ、展示・販売している。個人がメルカリやヤフオクなどで自分が使用した自動車を売買するということも広く行われるようになっている。
かつて「新古車」と呼ばれていた「登録済未使用車」は、一度以上登録されたことがあるため、使用歴、走行距離、程度の如何に関わらず、法的には全て中古車である。
希少な車種や、長年に渡り人気の車種については、どれほど手間をかけても修理・レストアするということも行われている。レストアを専門とする業者によっても行われているが、また熱心な個人によってもレストアが行われており、テレビ番組の『名車再生!クラシックカー・ディーラーズ』は長年に渡り世界各国で放送（再放送）されている。
オートバイ
オートバイの中古だけを扱っている専門業者も全国展開している。また普通のオートバイ販売店が、新品のと並行して「中古」と表示して販売していることも多い。

## 衣類
誰かがすでに着た服は古着（ふるぎ）という。業者は一般には「古着屋」などという。メルカリなどでもさかんに取引されている。若い女性が「服はメルカリで中古で買って、数回着て、同じ値段でメルカリで売る」ことも増えている

## ベビー用品、キッズ用品
子の成長とともに2〜3年ほどで使えなくなるものが多く、中古品が大量に流通している。
ベビーベッドは必要な期間はかなり短く、「どうせ短い期間しか使わないから」と中古品（やリース品）がしばしば利用される。
幼児用の玩具類も、次第に入れ替わり、子が興味を示さなくなった玩具は中古品として放出される。
子供服も1〜2年ほどでサイズが合わなくなるので、大量に取引されている。

## 家具
普通の中古家具とアンティークに大別される。
普通の中古家具は、転居・転勤などの際に発生する。各街にある小さなリサイクルショップ（古物商）でも売買されており、ハードオフやトレジャーファクトリーでも扱っている。
アンティーク家具に関しては、ヨーロッパやアメリカでは根強いファンが多く専門業者が多数いる。
日本でも（ヨーロッパやアメリカほどではないが）「アンティーク家具」を扱う業者がいる。これも日本の法律上は「古物商」である。

## 書籍やCD・DVDなど
業者は古書店や古本屋という。
路面店（実店舗）に関しては、東京神田神保町が有名である。その他各地に古本屋が存在ほか、平成以降の日本ではブックオフが最大級のチェーンを展開している。インターネット時代に入ると、実店舗を構えず、もっぱらヤフオクやメルカリ、Amazonなどのネット通販で売買している業者が増加した。
CD、DVD、BDもさまざまなところで取引がされている。

## ゲームソフト
一般的には中古ゲームソフトは新品より安く売買されているが、数十年前のゲームソフトでパッケージもきれいなまま保管されていたもの、希少価値が高いものなど一部は骨董品的な価値が生じており、海外コレクターも存在するなどかなりの高値で取引されている。
日本では1990年代末に一部メーカーや業界団体からゲームソフトの中古流通を違法とする議論が巻き起こったが（中古ゲームソフト撲滅キャンペーン）、複数の裁判を経て最終的に2002年までに中古ゲームソフト売買の合法性が認められた（テレビゲームソフトウェア流通協会#裁判を参照）。

## 家電品
白物家電は、多くのリサイクルショップで扱われている。
家電リサイクル法の施行以来、リサイクル料金＋収集運搬料金が必要となったため、これ以下の負担で手放す目的での売却もある。
チェーン店ではクリーニングや動作チェックが行われることもある。ヤマダホールディングスでは回収した家電を自社工場で整備し、保証付きの中古品として販売している。

## スマートフォン
「最初からSIMフリー」の機種が販売されることが一般的になっており、中古スマートフォンの売買は非常に活発化している。
専門業者・店舗もある他、個人売買がさかんにされている。
総務省主導で、中古スマートフォンの円滑な売買の制度環境の整備が進められた。総務省は「移動端末設備の円滑な流通・利用の確保に関するガイドライン」を公表し、2021年8月10日にはそれを改定した。

## パソコン
世界的には、中古パソコン市場は年々拡大している。日本や欧米先進国の市場からアジア方面への輸出も堅調であり、米Gartnerの2005年のレポートでは、米国から他国に売られた中古パソコンは、2004年度で約1億5250万セットに上り、世界中のパソコンの1割が中古品だという。
中古のPCは、新品のPCに比べると価格がかなり下がる。多くの場合は、新バージョンのOSにアップグレードしても容量や能力が足りない場合が多いためである。ただしCPUの能力が足りている場合は、メモリを増量したり、ストレージを大容量のものに換装した上でOSを新バージョンにアップグレードしての販売が広く行われていて、相応の価格になっている。またAppleでは、メーカーとしてリストア品を公式ウェブサイト上で販売している。　
セキュリティ上の理由から、中古のPCを売却する場合は、初期状態に一旦戻したり、OSを「クリーンインストール」した状態で売る、ということが広く行われるようになっている。
発展途上国などでは最新のパソコンは高価で入手し難いこともあり、先進国で廃棄されたような旧式なパソコンを、輸入して販売したり、あるいは教育方面で使ってもらおうと無償配布する活動をしているNGO慈善団体もある。またLinuxやFreeBSDのような、無償で利用でき、X-Window SystemによりWindowsそっくりのGUIを提供し、旧式パソコン上でも問題なく動作するOSをインストールすることでPCを無駄なく活用することも活発になっている。
中古パソコンはたとえば次のような理由・動機で購入されている。
- 価格的側面
  - 新品を購入するには予算が足りない。
  - 臨時の予備機を低予算で確保したい。
  - たいしたことに使わないので、旧機種で十分。
  - 部品取り用。

- 骨董的側面
  - 往年の名機が欲しい。古い環境でしか動作しないような特定のソフトウェアを使いたい。デザインが独特で優れたものが欲しいなど。
  - コンピュータ史に残るような特定の機種のレア品の中には「数千万円」という価格で売買されるものもある（Apple Iの希少品など）。

## OA機器
近年ではリース会社などが、リースが終了し所有権を移転させ、メンテナンスしたものが、オフィス家具屋などで販売されているケースが増えている。中古ビジネスフォン、中古複合機、中古輪転機などがある。

## プロ用厨房機器
飲食店が店舗で使うプロ用厨房機器は特殊なものが多数あり、専門業者で取引されている。閉店した飲食店で使われていた厨房機器のほとんどは中古品として専門業者の手に渡り（クリーニングや基本の動作チェックなどをされて）販売されることになる。
客の目にふれないキッチン内の機器はできるだけ中古の厨房機器を使うことで出店コストを下げることは飲食店の経営上、ある意味常識になっている。

## 中古の交通信号機
兵庫県では2000年以前の樹脂製信号機の転用や、歩行者用信号機の中古利用が行われている場合もある。兵庫県では灰色に塗装してから中古利用される場合も多いために錆びにくいうえ、再利用が出来るために、仮設の信号機には最適な設備である。

## 中古品ではないもの

### 新古品
「新品と古物の中間」のような位置づけのものもあり、それを俗に「新古（しんこ）」や「新古品（しんこひん）」という。たとえば展示品や店内デモ品である。形の上では主に未使用品のことを指す場合が多い。
また、航空機では製造されたが顧客運用会社都合で未納入メーカー保管されているものを指す場合もある。
展示品
展示品は、商店で箱から取り出し、棚などに並べて客に見せるために用いていたもの。一応、消費者の誰もまだ購入していないが、少なくとも店員が触っており、販促のために、ある意味「使った」ものである。「展示品」と消費者に明示した上で、未開封の新品よりも安い価格で販売される。この場合、新品同様のメーカー保証が付けられることが多い。
デモ品
「店内デモ品」は、客に物品が実際に動いているところを見せるために、店員が操作し動かしたもの。
事故品
なお運送中の問題によってキズ・へこみ等の問題が発生した物は「事故品」と呼ばれる。メーカーで修復を行ったものは「再生品」という。
展示品やデモ品の店舗での扱い
「展示品」や「デモ品」の扱いは業界により異なる。
自動車の場合、先述のとおり法的には新車と中古車という区分しか存在せず、「新古車」という表示は認められていない。主に販売台数ノルマの達成のため、メーカー系販売会社や各地の自動車ディーラーにおいて自社登録が行われ、走行距離が数キロから数十キロ程度の「登録済未使用車」とよばれる中古車が市場に流れている。
未使用部品や用品の場合にはNOS (en:New Old Stock) と呼ばれる場合もあるが、こうした「未使用中古品」は、動作のないまま専用の倉庫ではない場所に保管されている場合が多く、また、ゴム・プラスチック部品の経年劣化や、交換期限が設定されている油脂類などに劣化が起きている場合もあるため、稼働開始後に何等かの問題が発生する可能性がある。場合によっては付属品に不足がある場合もある。
楽器業界には独特の慣習がある。楽器にはかなりの個体差があり、ほとんどの購入者はまず実際に試奏してから判断する。楽器業界では試奏された楽器も「新古品」扱いはせず、あくまで「新品」として販売している。